# Frederic Longàs i Torres
Frederic Longàs i Torres (Barcelona, 18 d'agost de 1897 - Santiago de Xile, 17 de juny de 1968) fou un pianista i compositor català.

## Biografia
Va estudiar piano amb Joaquim Malats i Enric Granados, esdevenint un pianista reconegut internacionalment a través de les seves gires artístiques.
L'any 1919 va abjurar de la fe protestant per a convertir-se en catòlic. Es va casar en primeres núpcies amb Clotilde Huberti i Sargatal (1901-1929), qui era alumne de piano de l'Escola Vidiella de Barcelona. Després de la mort sobtada de la seva dona, es va casar en segones núpcies amb la cantant madrilenya Margarita Salvi, de nom real Margarita Iglesias Escuder (1897-1981), amb la qual va viure un cert temps a París. Va acompanyar en nombroses ocasions la soprano Conxita Badia. A partir del 1940, es va establir als Estats Units i anys més tard fixà la seva residència a Santiago de Xile, ciutat en què va morir. La seva obra inclou diferents peces per a piano, un concert per a piano i orquestra, un concert per a violí i orquestra, i un reguitzell de peces populars com la Cançó de Traginers, amb lletra de Josep Maria de Sagarra, i on palesa el mestratge i coneixement dels clàssics catalans.